# Marcel Aymé

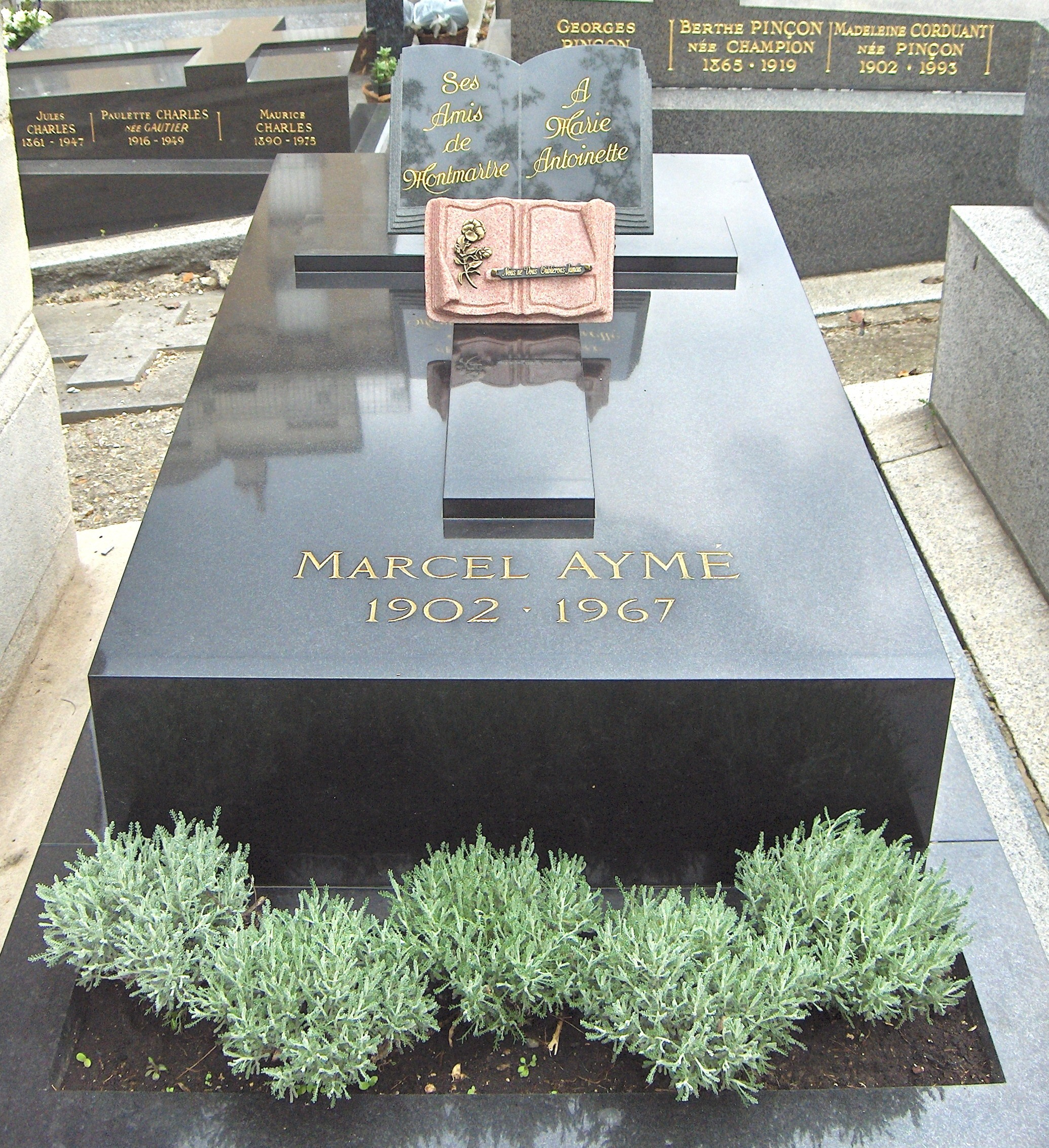
Nagrobek Marcela Aymé

Marcel Aymé fr: maʀsɛl ɛme, (ur. 29 marca 1902  w Joigny , zm. 14 października 1967  w Paryżu ) – francuski pisarz, nowelista  i dramaturg , autor powieści, opowiadań, sztuk teatralnych i utworów dla dzieci, także scenarzysta filmowy (m.in. Tata, mama, moja kobieta i ja).
Początkowo studiował medycynę, w późniejszym czasie imał się różnych zajęć . Pracował m.in. jako sprzedawca ubezpieczeń, murarz, urzędnik bankowy, oraz statysta filmowy . Na długi czas ciężko zachorował. Za swoją pierwszą powieść w roku 1929 otrzymał francuską nagrodę literacką Renaudota . W roku 1939 przyznano mu nagrodę Chanteclera .

## Twórczość
Aymé był cenionym humorystą, jego utwory były chętnie filmowane i wystawiane na scenach teatralnych. Był autorem powieści obyczajowych (Zielona kobyła), komedii (Ich głowy), groteskowych opowiadań (zbiór Przechodzimur). Publikował także bajki dla dzieci (Bajki kota na płocie). W swoich książkach łączył realizm z fantastyką oraz satyrą, krytykował zwłaszcza zwyczaje i zakłamanie mieszczaństwa.

## Wybrana twórczość
- Zielona kobyła (La Jument verte), 1933 – powieść, tłum. na język polski Krystyna Byczewska (wyd. 1960), ekranizacja: Zielona kobyła, 1959 (reż. Claude Autant-Lara)
- Bajki kota na płocie (Les Contes du chat perché), 1934–1946 – zbiór bajek, tłum. na język polski Hanna Łochocka (wyd. 1983, 1991),
- Rusałka (La Vouivre), 1943 – powieść, tłum. na język polski Wanda Błońska (wyd. 1981), ekranizacja: Rusałka, 1989 (reż. Georges Wilson)
- Przechodzimur (Le Passe-muraille), 1943 – zbiór opowiadań, tłum. na język polski Maryna Ochab (wyd. 1979)
- Le Chemin des écoliers, 1946 – powieść, ekranizacja: Droga młodości, 1959 (reż. Michel Boisrond)
- La Traversée de Paris, 1947 – nowela, ekranizacja: Czarny rynek w Paryżu, 1956 (reż. Claude Autant-Lara)
- Uranus, 1948 – powieść, ekranizacja: Uran, 1990 (reż. Claude Berri)
- Niebieskie opowieści kota ze starej wierzby (Les Contes bleus du chat perché, 1963) – zbiór bajek, tłum. na język polski Elżbieta Radziwiłłowa (wyd. 1991)